# Prescott (Wisconsin)
Prescott ist eine Kleinstadt (mit dem Status City) im Pierce County im Westen des US-amerikanischen Bundesstaates Wisconsin an der Mündung des St. Croix River in den Mississippi. Bei der Volkszählung im Jahr 2010 hatte Prescott 4258 Einwohner.

## Geographie
Prescott liegt an der Mündung des St. Croix River in den oberen Mississippi, der die Grenze zu Minnesota bildet. Prescott liegt auf 44°45′06″ nördlicher Breite und 92°47′35″ westlicher Länge und erstreckt sich über eine Fläche von 6,2 km², die sich auf 5,2 km² Land- und 1,0 km² Wasserfläche verteilen.
Am gegenüberliegenden Mississippiufer liegt das auf dem Landweg 9 km in westliche Richtung entfernte Hastings. Weitere Nachbarorte sind Cottage Grove, Minnesota (16,2 km nordwestlich), River Falls, Wisconsin (21,8& km nordöstlich), Trimbelle, Wisconsin (19,8 km östlich) und Diamond Bluff (21,4 km südöstlich).
Die nächstgelegenen größeren Städte sind Minnesotas Hauptstadt St. Paul (38,2 km nordwestlich), Eau Claire (124 km ostnordöstlich), La Crosse (187 km südöstlich) und Rochester in Minnesota (108 km südlich).

## Verkehr
Prescott liegt am den Wisconsin-Abschnitt der Great River Road bildenden Wisconsin Highway 35, der im Zentrum des Ortes auf den U.S. Highway 10 und auf den Wisconsin Highway 29 trifft.
Durch Prescott verläuft eine Bahnlinie der BNSF Railway, die entlang des gesamten Laufes des Mississippi führt.
Der Minneapolis-Saint Paul International Airport liegt 46,3 km in westnordwestlicher Richtung.